# 古店乡 (中江县)
古店乡，是中华人民共和国四川省德阳市中江县曾经下辖的一个乡。2019年12月，撤销石泉乡和古店乡，将其所属行政区域划归集凤镇管辖。

## 行政区划
古店乡撤销前下辖以下地区：
古亭寺社区、正兴村、皂角村、钟鼓村、飞蛾村、玉龙村、金岭村、西城村、新镇村、群英村、新东村、龙桥村、泸沟村和新桥村。